# ラマダン・ダルヴィッシュ
ラマダン・ダルヴィッシュ（ラテン語: Ramadan Darwish、1988年1月29日 - ）は、エジプトのガルビーヤ県出身の男子柔道家。身長184cm。

## 来歴
2009年の世界選手権で3位となった。
2012年ロンドンオリンピックでは初戦で敗れた。
2015年のワールドマスターズでは3位になった。
2016年のリオデジャネイロオリンピックでは7位となった。

## 主な戦績
- 2009年 - アフリカ選手権　優勝
- 2009年 - グランプリ・チュニス　3位
- 2009年 - グランドスラム・モスクワ　3位
- 2009年 - 地中海競技大会　優勝
- 2009年 - 世界選手権　3位
- 2009年 - グランプリ・アブダビ　2位
- 2009年 - グランプリ・青島　優勝
- 2010年 - ワールドマスターズ　5位
- 2010年 - アフリカ選手権　優勝
- 2010年 - グランドスラム・リオデジャネイロ　3位
- 2011年 - アフリカ選手権　優勝
- 2011年 - 世界選手権　5位
- 2011年 - アフリカ競技大会　2位
- 2011年 - グランプリ・アブダビ　2位
- 2011年 - グランプリ・アムステルダム　3位
- 2012年 - ワールドマスターズ　5位
- 2012年 - グランプリ・デュッセルドルフ　3位
- 2012年 - アフリカ選手権　優勝
- 2012年 - グランドスラム・モスクワ　3位
- 2013年 - アフリカ選手権　優勝
- 2013年 - 地中海競技大会　優勝
- 2014年 - アフリカ選手権　2位
- 2014年 - グランプリ・アスタナ　3位
- 2014年 - グランプリ・タシュケント　優勝
- 2015年 - グランプリ・デュッセルドルフ　2位
- 2015年 - アフリカ選手権　2位
- 2015年 - グランドスラム・バクー　3位
- 2015年 - ワールドマスターズ　3位
- 2015年 - グランプリ・ブダペスト　優勝
- 2016年 - リオデジャネイロオリンピック 7位
- 2017年 - アフリカ選手権　2位
- 2017年 -　グランプリ・タシュケント　優勝
- 2018年 - アフリカ選手権　優勝
- 2018年 - 地中海競技大会　優勝
- 2018年 - 世界選手権　5位
- 2018年 - グランプリ・タシュケント　3位
- 2018年 -　ワールドマスターズ　3位
- 2019年 - アフリカ選手権　2位
- 2019年 - グランプリ・モントリオール　優勝
- 2020年 - アフリカ選手権　優勝

(出典、JudoInside.com)